# По бреговете на една река
„По бреговете на една река“ (на виетнамски: Chung một dòng sông) е драма от 1959 година. Тя е първия игрален филм, заснет в Демократична република Виетнам.

## Сюжет
Средата на петдесетте години на XX век, бреговете на река Бенхай. След поражението на Франция в Първата индокитайска война, според Женевското съглашение от 1954 година река Бенхай влиза в качеството си на разделителна линия по седемнадесетия паралел между Северен Виетнам и Южен Виетнам.
Двама влюбени младежи, момъка Ван (Ман Лин) и девойката Хоай (Фи Нга) са разделени от изкуствено създадената граница. Южновиетнамския началник на полицията Сьонг (Зан Тан) се опитва да изплаши момичето, за да я принуди да се омъжи за него. Хоай е изправена пред труден избор. Тя трябва да реши дали да остане с майка си на южния бряг на реката или да се опита да избяга на север при своя възлюбен.

## В ролите
- Фи Нга като Хоай
- Ман Лин като Ван
- Зан Тан като началника на южновиетнамската полиция Сьонг
- Шонг Ким като майката на Хоай
- Хюи Конг като началника на северовиетнамската милиция Куанг
- Тху Ан като Кан
- Чин Тхин като секретаря на партията Лиеу

## Награди
- Награда Златен лотос за най-добър филм от „Втория виетнамски кинофестивал“ в Ханой през 1973 година.